# Доллонд, Джон
Джон До́ллонд (англ. John Dollond, 1706—1761) — английский оптик.
Доллонд был сыном беженца-гугенота, ткача-шелковщика из Спитфилдса, Лондон, родился 10 июня 1706 года. Он стал заниматься торговлей вместе со своим отцом, но при этом находил время, чтобы приобретать знания в области латинского и древнегреческого языков, математики, физики, анатомии и других наук. В 1752 году он отказался от шелкоткачества и присоединился к своему старшему сыну, Петеру Доллонду (1730—1820), который в 1750 году начал собственное дело по производству оптических приборов. Его репутация росла быстрыми темпами, и в 1761 году он был назначен королевским оптиком. В 1758 году он опубликовал «Отчёт о некоторых экспериментах, касающихся различной преломляемости света», описывая эксперименты, которые привели его к открытию, с которым его имя стало ассоциироваться: открытие способа создания ахроматических линз путём соединения крона и флинта.
Леонард Эйлер в 1747 году предположил, что ахроматическая линза может быть получена сочетанием стекла и водяной линзы. Опираясь на работы сэра Исаака Ньютона, Доллонд оспорил эту возможность, но в дальнейшем, после того как шведский физик, Сэмюэль Клингенстерн (1698—1765), указал, что закон дисперсии Ньютона не сочетается с определёнными наблюдаемыми фактами, он начал проводить эксперименты с целью решения этого вопроса. В начале 1757 года он преуспел в создании преломления цвета без помощи воды и стеклянных линз, а через несколько месяцев он сделал успешную попытку получить тот же результат с помощью комбинации стёкол различного качества. За это достижение Королевское общество наградило его медалью Копли в 1758 году, а тремя годами позже избрало его одним из своих членов. Доллонд также опубликовал две работы по аппаратуре для измерения малых углов (1753 и 1754 годы). Он умер в Лондоне от апоплексического удара 30 ноября 1761 года.

## Память
В 1935 г. Международный астрономический союз присвоил имя Джона Доллонда кратеру на видимой стороне Луны.